# Legacy Fighting Alliance
Legacy Fighting Alliance (LFA) er en amerikansk MMA organisation. Det blev skabt som et resultat af Legacy Fighting Championship og Resurrection Fighting Alliance fusionen i begyndelsen af 2017. Inden fusionen tog sted havde de to organisationer tilsammen afholdt 115 stævner. Hovedkvarteret er i Houston, Texas i USA.
LFA har et tæt partnerskab med UFC, verdens største MMA-firma. Deres partnerskab medfører, at LFA begivenheder kan blive set internationalt på UFC's streamingtjeneste 'UFC Fight Pass'. Derudover bliver LFAs' mestre ofte rekrutteret af UFC, og selskabet ses derfor ofte af kæmpere som stien til store organisationer. LFA referer til sig selv som 'the number one developmental organization' (Oversat: 'udviklingsorganisation nummer et').
LFA har afholdt over 200 stævner.

## Historie

### Legacy Fighting Championship
LFC afholdte sit første MMA-stævne (Legacy FC 1), i november 2009 i Texas, USA.
Selskabets 68. og sidste stævne (Legacy Amateur Series: Black Tie Brawl 3), blev afholdt i december 2016.

### Resurrection Fighting Alliance
RFA afholdte sit første MMA-stævne (RFA 1), i decemeber 2011 i Nebraska, USA. Jens Pulver, UFC's første letvægtsmester, var del af den indviende hovedkamp.
I oktober 2012 købte RFA af Titan Fighting Championship, hvilket inkluderede mange af deres kæmperes kontrakter og deres TV-deal. I december 2013 blev Titant FC købt tilbage af grundlæggeren.
Selskabets 47. og sidste stævne (RFA 46: Johnson vs. Tucker), blev afholdt i december 2016.

### Fusion
I 2015 samarbejdede de to MMA-selskaber, og afholdte et fælles MMA-stævne (RFA vs. Legacy FC 1: Pantoja vs. Page). Hovedkampen til stævnet var mellem daværende RFA fluevægtsmester, og fremtidige UFC fluevægtmester, Alexandre Pantoja, mod den daværende LFC fluevægtsmester, Damacio Page. 
I september 2016 blev det udmeldt af LFC og RFA ville fusionere og forme Legacy Fighting Championship. Det første LFA stævne blev afholdt d. 13. januar 2017.

## Regler
LFA's kampe følger de 'Unified Rules of Mixed Martial Arts', og selskabet benytter sig af et traditionelt, 8-sidet bur.

## Nuværende LFA-mestre
LFA består af en mandedivision med i alt otte vægtklasser fra fluevægt til sværvægt, samt en kvindedivision, som er sammensat af tre vægtklasser fra stråvægt til bantamvægt. Kamphistorik er formateret som 'Sejr-Tab-Uafgjort, No Contest'. De følgende lister er sidst opdateret d. 18. august 2025, efter LFA 214.

### Herrer
| Vægtklasse  | Øvre grænse       | Mester                     | Kamphistorik | Siden                     | Titelforsvar |
| ----------- | ----------------- | -------------------------- | ------------ | ------------------------- | ------------ |
| Sværvægt    | 120,2 kg (265 lb) | Denzel Freeman             | 6-1-0        | 22. marts 2025 (LFA 204)  | 0            |
| Letsværvægt | 93,0 kg (205 lb)  | Lucas Fernando             | 12-3-0       | 15. august 2025 (LFA 214) | 0            |
| Mellemvægt  | 83,9 kg (185 lb)  | David Allakhverdiev        | 7-0-0        | 15. august 2025 (LFA 214) | 0            |
| Weltervægt  | 77,1 kg (170 lb)  | Shamidkhan Magomedov       | 10-1-0       | 25. januar 2025 (LFA 200) | 0            |
| Letvægt     | 70,3 kg (155 lb)  | Richie Miranda             | 11-1-0       | 18. april 2025 (LFA 207)  | 0            |
| Fjervægt    | 65,8 kg (145 lb)  | Lerryan Douglas            | 12-5-0       | 25. januar 2025 (LFA 200) | 0            |
| Bantamvægt  | 61,2 kg (135 lb)  | Vinicius Pires             | 11-1-0       | 28. marts 2025 (LFA 205)  | 0            |
| Fluevægt    | 56,7 kg (125 lb)  | Eduardo Chapolin           | 13-2-0       | 23. august 2024 (LFA 190) | 0            |
| Fluevægt    | 56,7 kg (125 lb)  | Marcos Degli (Midlertidig) | 13-3-0       | 7. februar 2025 (LFA 201) | 1            |

### Kvinder
| Vægtklasse | Øvre grænse      | Mester           | Kamphistorik | Siden                     | Titelforsvar |
| ---------- | ---------------- | ---------------- | ------------ | ------------------------- | ------------ |
| Bantamvægt | 61,2 kg (135 lb) | Beatriz Mesquita | 5-0-0        | 20. juni 2025 (LFA 211)   | 0            |
| Fluevægt   | 56,7 kg (125 lb) | Shannon Clark    | 6-1-0        | 25. januar 2025 (LFA 200) | 0            |
| Stråvægt   | 52,2 kg (115 lb) | Lany Silva       | 7-1-0        | 7. februar 2025 (LFA 201) | 0            |

## UFC-mestre med LFA-historik
Den følgende liste er af alle historiens UFC-mestre, der også har kæmpet for LFA. Listen inkluderer kæmpere, der kæmpede for LFC og RFA, som er organisationerne, der fusionerede og skabte LFA. Kamphistorik er formateret som 'Sejr-Tab-Uafgjort, No Contest'. Listen er sidst opdateret d. 29. juni 2025, efter UFC 317.
|  | Nuværende mester i UFC |

| Nr. | Kæmper               | UFC-vægtklasse       | UFC-titelsejre | LFA-historik |
| --- | -------------------- | -------------------- | -------------- | ------------ |
| 1   | Jens Pulver          | Letvægt              | 3              | 1-0-0        |
| 2   | Holly Holm           | Bantamvægt (kvinder) | 1              | 3-0-0        |
| 3   | Valentina Shevchenko | Fluevægt (kvinder)   | 10             | 1-0-0        |
| 4   | Henry Cejudo         | Fluevægt             | 2              | 2-0-0        |
| 4   | Henry Cejudo         | Bantamvægt           | 2              | 2-0-0        |
| 5   | Kamaru Usman         | Weltervægt           | 7              | 3-0-0        |
| 6   | Brandon Moreno       | Fluevægt             | 2 (3)          | 1-0-0        |
| 7   | Alex Pereira         | Mellemvægt           | 1              | 1-0-0        |
| 7   | Alex Pereira         | Letsværvægt          | 4              | 1-0-0        |
| 8   | Alexandre Pantoja    | Fluevægt             | 5              | 2-0-0        |
| 9   | Sean O'Malley        | Bantamvægt           | 2              | 1-0-0        |

- Note 1: UFC-vægtklasse ræpresenterer kun den vægtklasse kæmperen var mester i.
- Note 2: UFC-titelsejre i parentes inkluderer midlertidige titler.